# 원종희
원종희(1980년 9월 8일 ~ )는 대한민국의 인디밴드이며, 펑크 밴드 럭스의 구성원이자 리더이다.

## 생애
원종희는 1980년 9월 8일에 태어났다. 원종희는 초등학교 3학년부터 6학년까지 미국에서 살았으며 그때 사촌 형이 펑크 밴드를 하는 것을 보고 펑크에 매료되었다고 한다. 같은 학교에 있는 한국인 2명이 영어를 못 한다고 놀리는 것에 화가 나 있었는데 펑크가 화를 표출하는 음악이라는 점이 마음에 들었다고 한다.
원종희는 한국에 돌아온 후, 중학교 2학년 때 럭스라는 이름으로 밴드를 결성했다. 처음에는 드럼으로 시작했지만 보컬이 없어서 그가 보컬을 맡게 되었다. 초기 멤버들이 학업을 이유로 음악을 그만두었고 원종희는 뮤직비디오 감상실에 기타, 베이스, 드럼을 구하는 광고를 냈는데, 그당시 클럽 드럭에서 공연을 하다 잘린 상태였던 자살매미라는 이름의 밴드 멤버들이 럭스로 들어와서 활동하게 되었다. 이때 럭스에서 오랫동안 활동했으며 현재는 갤럭시 익스프레스에서 활동하는 이주현이 들어왔다.
이후 클럽 하드코어에서 활동하면서 점차 이름을 알렸고 함께 활동하던 친구들과 함께 1998년에 스컹크 레이블을 만들었다. 하지만 앨범을 내주는 기획사를 찾을 수 없어서 자체적으로 앨범을 만들기 시작했고 카세트 녹음기로 만든 ‘우리는 한마음’이라는 테이프를 냈고, CD 앨범을 만들기 위해 사업자 등록증을 내고 여기에 필요한 세금과 유통 문제를 해결하는 과정에서 레이블이 형성되었다고 한다.
이후 원종희가 직접 운영하는 스컹크 레이블과 스컹크헬 공연장을 중심으로 활발한 활동을 전개했다. 처음 발표한 정식앨범은 1999년에 나온 EP앨범 《Another Conception》였으며, 리더 원종희가 군대에 다녀온 뒤 2004년 발표된 1집 <우린 어디로 가는가>는 결성 10년 만에 나온 첫 풀 앨범으로 무려 25곡이 수록되었고, 제2회 한국대중음악상에서 최우수 록앨범 부문의 후보에 올랐다.

## 사건과 논란

### 카우치 사건
2005년 7월 30일에 MBC 생방송 음악캠프에서는 인디 밴드를 소개하는 프로그램을 마련하여 럭스 등 여러 인디 밴드들을 초대했다. 그런데 럭스와 같이 노래를 부르게 되어 있던 카우치의 멤버들이 공연 도중 갑자기 바지를 벗어 성기를 노출시키는 사건을 발생시켰다. MBC 측은 급하게 대체방송을 내보냈지만 이미 엎질러진 물이었다. 결국 럭스의 리더 원종희는 이 사건에 연루되어 경찰의 조사를 받아 불구속 입건되었으며 성기 노출 사건의 피의자인 카우치의 멤버들은 구속 수감되었다.
이후 MBC도 이 사건으로 인해 큰 타격을 입었으며, 결국 생방송 음악캠프는 이 사건으로 인해 사실상 폐지되었다. 이 사건이 일단락된 후 MBC에서는 쇼! 음악중심이라는, 음악캠프와 제목만 다를 뿐 대동소이한 음악 프로그램이 생겨났다.

### 한우 절도 사건
2010년 7월 18일 새벽 4시 30분에 만취 상태의 보컬 원종희는 부산광역시 남구 대연동 모 식당에 침입해 한우 1.5kg를 훔친 혐의로 불구속 입건됐다. 경찰 조사 결과 원 씨는 공연을 마치고 멤버들과 회식을 하던 중 고기가 다 떨어지자 한우 고기를 찾아 인근 식당에 침입한 것으로 알려졌다.

## 학력
- 청담고등학교
- 서울예술대학교